# David Hlaváč
David Hlaváč (16. února 1975, Litoměřice) je český živnostník, politik za ODS, zastupitel a od roku 2021 starosta města Jilemnice.

## Životopis
David Hlaváč se narodil 16. února 1975 v Litoměřicích. Od března 2011 je členem místního sdružení ODS v Jilemnici. V komunálních volbách 2014 kandidoval na třetím místě za ODS do zastupitelstva města Jilemnice, do zastupitelstva se však nedostal, avšak byl prvním náhradníkem. V krajských volbách 2016 kandidoval na 36. místě na kandidátce ODS do zastupitelstva Libereckého kraje. Získal 57 přednostních hlasů, ale nestal se zastupitelem.
V komunálních volbách 2018 byl lídrem kandidátky ODS v Jilemnici. ODS volby vyhrála, ale starostou se stal bývalý starosta Vladimír Richter (ODS). David Hlaváč se tak stal radním. V krajských volbách 2020 získal starosta Vladimír Richter pozici radního kraje pro zdravotnictví a musel funkci starosty Jilemnice opustit. Dne 24. února 2021 byl v tajné volbě zvolen jako jediný kandidát David Hlaváč. Během jeho starostování se Jilemnice dostala do zájmu médií v dubnu 2022 v souvislosti se zastupitelem Bronislavem Kalvodou (SPD), který na svůj Facebook umístil fotku chlebíčků ozdobených písmenem Z. Toto písmeno je však symbolem ruské agrese na Ukrajině. Hlaváč ke Kalvodovi uvedl, že ačkoliv jím vedená komise pro dopravu byla iniciativní, tak Kalvoda udělal velkou chybu, jež vrhá špatné světlo na Jilemnici.
V komunálních volbách 2022 byl opět lídrem kandidátky ODS v Jilemnici. Získal 452 preferenčních hlasů a dostal se do zastupitelstva, ačkoliv větší počet hlasů získala dvojka kanditátní listiny Jan Kolín. Na ustavujícím zasedání zastupitelstva nezískal dostatečný počet hlasů ani on, ani jeho vyzyvatel Vladimír Vinklář (SDH Jilemnice). Dne 10. listopadu 2022 byl na druhém zasedání zvolen starostou. Místostarostou se stal Vladimír Horáček (MHNHRM).